# Oeceoclades ambongensis
Oeceoclades ambongensis es una especie de orquídea terrestre del género Oeceoclades que es endémica de Madagascar. Fue descrita por el botánico alemán Rudolf Schlechter en 1913 como Eulophidium ambongense. Cuando Leslie Andrew Garay y Peter Taylor revisaron el género Oeceoclades en 1976, transfirieron esta especie al Oeceoclades ampliado como O. ambongensis. Garay y Taylor observaron que esta especie podía distinguirse de especies estrechamente afines, como O. maculata por sus flores más grandes con espolón subgloboso (casi esférico) y un callo bilobulado en el labelo.